# Winthemia brevipennis
Winthemia brevipennis är en tvåvingeart som beskrevs av Hiroshi Shima 1996. Winthemia brevipennis ingår i släktet Winthemia och familjen parasitflugor. Inga underarter finns listade i Catalogue of Life.